# 2671 Абхазія
2671 Абха́зія (1977 QR2, 1973 UY5, 2671 Abkhazia) — астероїд головного поясу.
Тіссеранів параметр щодо Юпітера — 3,399.